# Stadion Müllerwiese
Stadion Müllerwiese – wielofunkcyjny stadion w Budziszynie, w Niemczech. Został otwarty 29 maja 1929 roku jako Städtische Kampfbahn Müllerwiese. Może pomieścić 3000 widzów, z czego 500 miejsc jest siedzących. Swoje spotkania na stadionie rozgrywają piłkarze klubu FSV Budissa Bautzen. Na obiekcie rozegrano finał piłkarskiego Pucharu NRD w sezonie 1965/66 (30 kwietnia 1966 roku: BSG Chemie Leipzig – BSG Lokomotive Stendal 1:0). W 2012 roku na stadionie odbył się także mecz o 3. miejsce oraz finał Europeady (piłkarskich  mistrzostw Europy mniejszości narodowych).